# Сплиття (фільм)
«Сплиття» (англ. Surfacing) — канадський фільм, знятий за однойменним романом Маргарет Етвуд.

## Сюжет
Молода дівчина і її друзі вирушає в експедицію в пустелю, щоб знайти свого зниклого батька.

## У ролях
- Джозеф Боттомс — Джо
- Кетлін Беллер — Кейт
- Р.Х. Томсон — Девід
- Маргарет Драгу — Анна
- Майкл Айронсайд — Вейн
- Ларрі Шварц — Род
- Джеймс Буллер — Пол
- Меттью Маккоулі — Роджер
- Дайан Бігелоу — Ніккі
- Марк Леттерман — оператор АЗС